# Тюй (река)
Тюй (баш. Төй) — река в Пермском крае и Башкортостане, правый приток Уфы.
Длина реки — 193 км (с Большим Тюем), площадь бассейна — 3700 км². Исток на Тулвинской возвышенности в Уинском районе на юге Пермского края. Течёт на юго-восток по территории Чернушинского, Октябрьского районов края, Аскинского и Караидельского районов Башкортостана. Впадает в залив у села Новомуллакаево в крайней северной части Павловского водохранилища. Река сплавная. Высота устья — 140 м над уровнем моря. Высота истока — 245 м над уровнем моря. Уклон реки — 0,5 м/км.
Крупнейшие населённые пункты:
- на реке — Кубиязы, Кашкино, Урмиязы, Новомуллакаево (все — РБ), Тюй, Тюинск (оба — Перм.);
- во всём бассейне — пгт Октябрьский (Перм.), Аскино (РБ), Щучье Озеро (Перм.).

## Гидрография
Река со смешанным питанием, преимущественно снеговым. На весеннее половодье приходится 55—60 % годового стока. Замерзает в ноябре, вскрывается в начале мая. Среднегодовой расход воды у д. Гумбино (10 км от устья) — 18,9 м³/с.
Рельеф территории водосбора холмисто-увалистый, лесистость составляет 57 % (в основном тёмнохвойно-широколиственные леса), распаханность — 10 %, заболоченность — менее 1 %.

## Притоки

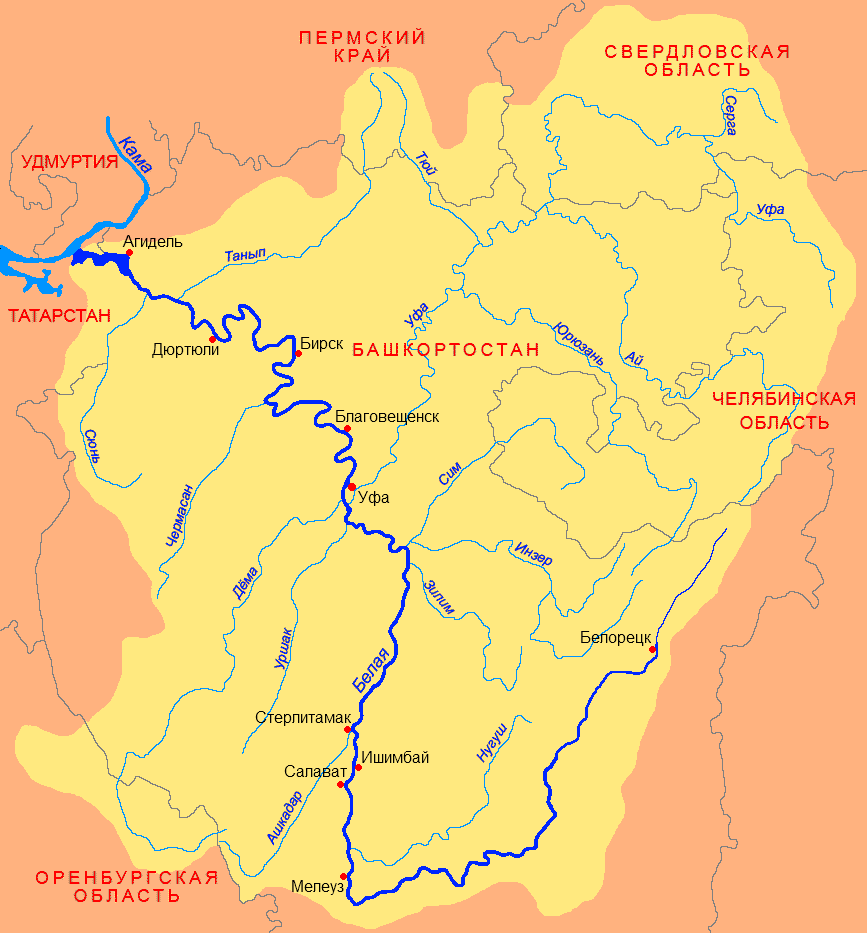
Бассейн Белой

(от истока, в скобках указана длина в км)
- 0,9 км лв: Сарс (135)
- 6,5 км пр: Бильгишка (20)
- 22 км лв: Биявашка (22)
- 35 км лв: Урмия (12)
- 45 км лв: Малаж (11)
- 52 км пр: Бурминка (33)
- 70 км лв: Леун (32)
- 80 км лв: Атер (50)
- 119 км пр: Бизяр (18)
- 124 км пр: Трунок (10)

## Данные водного реестра
По данным государственного водного реестра России относится к Камскому бассейновому округу, водохозяйственный участок реки — Уфа от Нязепетровского гидроузла до Павловского гидроузла, без реки Ай, речной подбассейн реки — Белая. Речной бассейн реки — Кама.
Код объекта в государственном водном реестре — 10010201112111100022807.